# Tahmima Anam
Tahmima Anam (Dacca, 8 ottobre 1975) è una scrittrice e giornalista bangladese, nota per la sua trilogia di romanzi che ripercorre la storia del Bangladesh, dalla guerra di indipendenza alle vicende più recenti, attraverso le vicissitudini di tre generazioni della famiglia Haque.
Il suo primo romanzo, I giorni dell'amore e della guerra, è stato pubblicato nel 2007 dalla casa editrice inglese John Murray ed ha vinto il Commonwealth Winters' Prize come migliore opera prima.  Il successivo, Il suono del respiro e della preghiera, è stato nominato nel 2011 per il Man Asian Literary Prize. Nel 2013 Tahmima Anam è stata inclusa nella lista della rivista letteraria Granta tra i migliori 20 migliori giovani scrittori inglesi.
Dal 2013 è opinionista del New York Times.

## Biografia
Tahmima Anam è nata l'8 ottobre 1975 a Dacca, in Bangladesh, da un'illustre famiglia bengalese. Il padre, Mahfuz Anam, militante del movimento di resistenza Mukti Bahini durante la guerra di liberazione, ha svolto incarichi presso l'UNESCO e nel 1991 divenne il curatore del giornale bengalese in lingua inglese The Daily Star. La madre, Shaheen Anam, anch'ella precedentemente impegnata, con il fratello Wasif, nell'attività di sostegno dei cambattenti indipendentisti, è un'attivista femminista e direttrice esecutiva di Manusher Jonno, una ONG che si occupa di diritti umani. Il nonno, Abul Mansur Ahmed (1898-1979), è stato uno scrittore satirico, avvocato e politico; i suoi libri, come anche la sua autobiografia, Atmakatha, hanno avuto un grande riconoscimento. Egli fece parte del ramo bengalese della Lega Musulmana Panindiana, prima di diventare il fondatore-segretario della Lega Popolare Bengalese; ricoprì incarichi governativi nel 1957 e l'anno dopo venne arrestato da Ayyub Khan per la sua attività nazionalistica e rilasciato nel 1962.
Il lavoro del padre di Tahmima presso l'UNESCO condusse la famiglia a trascorrere un certo periodo all'estero; Tahmima trascorse gran parte della sua infanzia a Parigi, New York e in Thailandia.
Nel 1997 si diploma al Mount Holyoke College in Massachusetts, negli Stati Uniti, e poi si laurea all'Università di Harvard. Nel 2004 prosegue gli studi conseguendo un dottorato in antropologia sociale. La sua tesi di dottorato, come anche il suo romanzo più famoso, I giorni dell'amore e della guerra, trattano della guerra civile in Pakistan del 1971, nota come guerra di liberazione bengalese. Durante le sue ricerche ha intervistato centinaia di persone coinvolte nella guerra in Bangladesh, tra cui soldati e sopravvissuti.
Nel 2005 ottiene un master alla Royal Holloway in scrittura creativa, supervisionata dal poeta Andrew Motion. Gli scritti di Tahmima Anam sono stati pubblicati da Granta, The Guardian e New Statesman. Nel 2001 lavora sul set di Matir Moina (in inglese: The clay bird) dei registi Tareque e Catherine Masud, un dramma bengalese sulla guerra di indipendenza.
Dal 2004 vive a Londra con il marito, il musicista e inventore Roland Lamb.

## Romanzi

### I giorni dell'amore e della guerra
Nel marzo del 2007 è stato pubblicato dalla casa editrice John Murry il suo primo romanzo, I giorni dell'amore e della guerra (titolo originale: A Golden Age). Il tema centrale è la guerra di liberazione bengalese; la fonte di ispirazione è rappresentata dai genitori della scrittrice, che durante la guerra combatterono per l'indipendenza dal Pakistan. Per realizzare il romanzo Anam trascorse due anni in Bangladesh intervistando centinaia di soldati.
Ambientato a Dacca nel 1959, il romanzo racconta la storia di Rehana alla quale, alla morte del marito, viene negata la possibilità di crescere i suoi due figli, Sohail e Maya, affidati ad uno zio a Lahore, città dalle strade nuove ed edifici perfetti, ma a chilometri di distanza. Rehana non perde la speranza e la voglia di combattere: è convinta che un giorno riavrà i suoi bambini. Dopo dieci anni di lotte e sacrifici, nel 1971 riesce a ricongiungersi ai figli, ormai adulti, ma nello scenario di un paese in guerra: il Bangladesh ha dichiarato la propria indipendenza ed è stato invaso dall'esercito del Pakistan. Gruppi di guerriglieri si formano in tutto il paese per organizzare la resistenza. Rehana sta nuovamente per perdere i suoi figli poiché Sohail si è unito al movimento di liberazione nazionale, e Maya intende seguirlo.

### Il suono del respiro e della preghiera
Il suono del respiro e della preghiera (titolo originale: The Good Muslim) è il secondo romanzo della trilogia di Tahmima Anam, e mostra come la guerra abbia cambiato la famiglia di Rehana e la fede dei suoi figli. Le vicende si collocano fra il 1973, due anni dopo la proclazione dell'indipendenza del Bangladesh, e il 1984, quando nel paese vige una dittatura militare. La famiglia, che nel precedente romanzo aveva avuto un ruolo attivo nella guerra di liberazione bengalese, deve ora affrontare le difficoltà e le disillusioni della fase postrivoluzionaria. Maya, la protagonista, torna a casa dopo un decennio di assenza dovuto al lavoro all'estero e trova il fratello, Sohail, completamente trasformato. Maya possiede ancora il suo entusiasmo rivoluzionario, mentre Sohail è ricorso alla religiosità nella sua forma più severa, il fanatismo. La differenza ideologica fra lui e sua sorella provoca una profonda frattura tra loro e le loro diverse scelte di vita, e questa divergenza diventa il conflitto centrale del romanzo.
Maya ha una mentalità aperta, è una dottoressa che pratica degli aborti alle donne violentate durante la guerra e promuove iniziative volte a restituire dignità alle donne attraverso l'istruzione e l'informazione. Completamente diverso da quello della sorella è il percorso di Sohail, interessato a diventare un musulmano esemplare. Dopo aver abbracciato una visione estremista dell'Islam ispirata a Jamaat Tabligh, un movimento che vieta ogni forma di svago, è diventato un predicatore e riserva al figlio Zaid un'educazione improntata a rigidi divieti e fanatismo. Quando decide di mandare Zaid alla madrasa, il conflitto fra i due fratelli giunge all'apice. Per salvare il nipote Maya deve trovare la forza di ribellarsi e tornare a lottare per una libertà che adesso sembra solo un ricordo.
Il romanzo dona un volto ad una nazione dalla storia tumultuosa. Il tema dell'eredità della guerra apre una finestra sulla psicologia umana e i diversi e contrastanti comportamenti che le persone assumono in seguito a un'esperienza traumatica quale è stata la guerra d'indipendenza del Bangladesh, portatrice di grandi sconvolgimenti in un paese appena formatosi.

### La testimone del tempo
La testimone del tempo (titolo originale: The Bones of Grace) è il romanzo che conclude la trilogia di Tahmima Anam, nel quale sceglie di far raccontare alla protagonista cosa vuol dire sentirsi divisa tra due culture. Zubaida, dottoranda ad Harvard, è una donna contesa tra due mondi, che si ritrova a dover mediare fra due culture: quella occidentale e quella orientale. È divisa tra la nostalgia per la sua famiglia adottiva e l’opportunità di prendere parte ad una spedizione di un rilevante scavo come paleontologa; tra il fidanzato di sempre, Rashid, figlio di amici dei genitori, ed Elijah, il nuovo amore americano.
In questo romanzo si possono trovare molte tematiche e tratti autobiografici dell'autrice, poiché condivide con la protagonista il grande amore per il suo paese di origine, il Bangladesh, e il malessere dovuto alle ingiustizie economiche, la povertà, lo sfruttamento e l’intolleranza.

## Opere

### Romanzi
- 2009. A Golden Age, John Murray
I giorni dell'amore e della guerra, 2010, Garzanti. Trad. B. Bagliano OCLC 955706769
- 2011. The Good Muslim, John Murray
Il suono del respiro e della preghiera, 2012, Garzanti. Trad A. Mantovani OCLC 956085104
- 2016. The Bones of Grace, Harper Collins
La testimone del tempo, 2016, garzanti. Trad. S. Beretta OCLC 992448608

### Articoli e pubblicazioni
- Saving the world, in Granta, vol. 103, Autumn, 2008,  pp. 213-223.
- Bangladesh at the crossroads. Financial Times. 18 marzo 2011
- Happy 40th birthday, Bangladesh. The Guardian. 24 marzo 2011
- Rabindranath Tagore’s legacy lies in the freedom-seeking women of his fiction. The Independent. 6 maggio 2011
- An education: Inside Bangladesh’s madrasas. The Guardian. 20 maggio 2011
- My hero Rokeya Sakhawat Hossain. The Guardian. 27 maggio 2011